# Abel Vautier
Félix Abel Vautier, né à Caen le 3 juin 1794, décédé à Paris le 19 février 1863, est un homme politique français. Il est plusieurs fois député du Calvados.

## Biographie
Abel Vautier est issu d'une vieille famille bourgeoise de négociants  installés à Caen. Son père, Gabriel Urbain Vautier, marchand de fer et armateur, épouse Claire Françoise Le Creps le 22 octobre 1783, en l'église Saint-Michel de Vaucelles à Caen. De cette union, naissent Urbain Vautier en 1792 et Abel Vautier le 3 juin 1794. 
À la mort de leur père en 1826, les deux frères prennent la direction de la florissante entreprise familiale de négoce de fer et de charbon. Succédant à son frère, Abel  Vautier rentre en 1837 à chambre de commerce dont il fut nommé président. Il est également élu président du tribunal de commerce.
Il est élu au Conseil général du Calvados en 1840. Il se présente une première fois aux élections législatives de 1842 mais il se fait battre. Aux élections suivantes, il se fait élire dans la première circonscription  sous la  bannière des Conservateurs proche du parti gouvernemental mené par François Guizot. Il ne se présente pas sous la Deuxième République. En 1848, il prend ouvertement position pour le général Cavaignac. Il fait imprimer et distribuer un tract daté du 9 décembre 1848 adressé aux travailleurs du Calvados, les incitant à voter pour Cavaignac « le Sauveur de la Patrie » contre Louis-Napoléon Bonaparte, « le  ridicule héros de Strasbourg et de Boulogne ». Vautier se présenta aux élections de l'assemblée nationale  législative de mai 1849, mais n'est pas réélu. Il se rallie au Second Empire et peut ainsi se représenter en tant que candidat officiel pour première circonscription du Calvados en février 1852. Réélu en 1857, il occupe ce siège jusqu'à sa mort.
Dans ses fonctions parlementaires, Vautier encourage quelques grands projets qui ont un fort impact sur le développement  économique du département du Calvados :
- creusement du canal de Caen à la mer (inauguré en 1857) ;
- construction du chemin de fer reliant Paris, Caen et Cherbourg (ouvert en 1855 jusqu'à Caen et en 1858 jusqu'à Cherbourg).

Il est nommé chevalier de la Légion d'honneur le 31 juillet 1843.
Abel Vautier est membre de :
- l'Académie des sciences, arts et belles-lettres de Caen ;
- la Société d'agriculture et de commerce de Caen, dont il fut le  président de 1839 à 1840 ;
- la Société des antiquaires de Normandie, dont il est le  président l'année de sa mort ;
- la Société des beaux-arts de Caen, dont il était le vice-président entre 1861 et 1863 ;
- la Société linnéenne de Normandie à partir de 1848.

Lorsque ses activités rendent sa présence à Paris indispensable, Vautier y demeure au no 29 de la rue d'Enfer (au plus tard en 1847,, et jusqu'en 1858). Dans l'Almanach de 1860 (rédigé en 1859) apparaît le no 53.  
Félix Abel Vautier meurt le 19 février 1863 en son domicile, au 53 rue d'Enfer dans le 5e arrondissement de Paris.